# إضافة هويزغن الحلقية أزيد-ألكاين
إضافة هويزغن الحلقية أزيد-ألكاين هي إضافة حلقية 3،1-ثنائية القطبية بين الأزيد والألكاين الطرفي. ناتج التفاعل تريازول.
تعتبر إضافة هويزن الحلقية مميزة في الكيمياء النقرية. هويزغن لم يكن أول من اكتشف تزاوج أزيد-ألكاين ولكنه كان أول من استطاع فهم التفاعل.
في هذا التفاعل، يتفاعل الأزيد 1 تماما مع الألكاين 2 لينتج الترايأزود 3 كخليط من ناتج الإضافة 4،1 ناتج الإضافة 5،1 في درجة حرارة 98 °C في زمن يبلغ 18 ساعة. ويمكن تحسين اختيار الإتجاه باستخدام عامل حفز من النحاس، وخاصة باستخدام ليجند تيم. كما يمكن تحضير NH-1,2,3-triazoles من الالكاينات بتتابع يسمى تتابع بانيرت